# Robert Śmigielski
Robert Śmigielski (ur. 27 maja 1966) – polski lekarz, specjalista w zakresie ortopedii i traumatologii oraz medycyny sportowej.

## Wykształcenie
W lipcu 1992 ukończył studia na Akademii Medycznej w Warszawie. Uprawnienia lekarza pozwalające na wykonywanie zawodu uzyskał 4 sierpnia 1992. Specjalizacje pierwszego stopnia z ortopedii i traumatologii uzyskał 15 listopada 1995, a drugiego stopnia – cztery lata później, tj. 25 listopada 1999.

## Kariera
W latach 1994–2005 pracował pod kierownictwem prof. Artura Dziaka na Oddziale Ortopedii i Traumatologii Szpitala Bródnowskiego. W 1998 rozpoczął działalność w obszarze chirurgii kolana dziecięcego na Oddziale Ortopedyczno-Urazowym nieistniejącego już Szpitala Omega w Warszawie. Po likwidacji szpitala był inicjatorem oraz pierwszym ordynatorem pierwszego w Polsce Oddziału Artroskopii i Chirurgii Kolana Dziecięcego w Szpitalu „Na Kopernika” w Warszawie.
Uzyskał stypendium Międzynarodowego Komitetu Olimpijskiego (MKOl) i rozpoczął pracę w Rennbahn-Klinik, pierwszej sportowej klinice w Szwajcarii prowadzonej m.in. przez dr. Bernharda Segessera,. Następnie podjął działania, które zakończyły się publikacją dotyczącą trójpęczkowej budowy ścięgna piętowego (Achillesa).
W 2001 jako pierwszy w Polsce wykonał przeszczep łąkotki przyśrodkowej. Łąkotka została sprowadzona na specjalne zamówienie ze Stanów Zjednoczonych.
Nazywany jest „lekarzem sportowców”, a z jego wiedzy i doświadczenia korzystały m.in. Otylia Jędrzejczak, Piotr Małachowski, Justyna Kowalczyk i Anita Włodarczyk, Andriej Silnow, Swietłana Szkolina oraz wielu innych polskich i zagranicznych medalistów Igrzysk Olimpijskich oraz Mistrzostw Świata i Europy. Uchodzi za pioniera w zakresie stosowania komórek macierzystych w ortopedii i medycynie sportowej.
Przez wiele lat był członkiem Komisji Medycznej Polskiego Komitetu Olimpijskiego, a latach 2005–2006 pełnił funkcję przewodniczącego PKOl. Będąc przewodniczącym Komisji Medycznej Polskiego Związku Piłki Nożnej, w latach 2005–2008 wprowadził obowiązek posiadania przez kluby pierwszej i drugiej ligi oraz ekstraklasy stałej opieki medycznej. Wprowadził również licencje dla lekarzy zajmujących się piłkarzami.
Jest pomysłodawcą i współzałożycielem Carolina Medical Center, pierwszego prywatnego wysokospecjalistycznego szpitala ortopedycznego w Polsce. Leczył w nim i działał na jego rzecz w sferze naukowej przez 18 lat.
Był jednym z inicjatorów i współzałożycieli Polskiego Towarzystwa Traumatologii Sportowej (PTTS), w ramach którego organizowano duże konferencje z udziałem gości zarówno ze strefy rosyjsko, jak i anglojęzycznej. Był również współzałożycielem Polskiego Towarzystwa Medycyny Tańca.
W 2008 został przyjęty do ACL Study Group, najbardziej prestiżowego na świecie towarzystwa chirurgii kolana.
W 2016 założył fundację „Ars Medicinalis” (wcześniej Międzynarodowy Instytut Badań Ortopedycznych), której celem jest stworzenie międzynarodowej platformy wymiany wiedzy dotyczącej ortopedii, medycyny sportowej, anatomii i biomechaniki oraz wszelkich dziedzin nauki, które znajdują zastosowanie w ortopedii i sporcie.
W 2018 podjął współpracę z Instytutem Medycyny Interwencyjnej (IMI), zajmującym się szukaniem rozwiązań dla pacjentów ze skomplikowanymi problemami medycznymi.
Od 2019 roku prowadzi badanie kliniczne dotyczące zastosowanie komórek macierzystych z galarety Whartona oraz tłuszczowych w ortopedii. Projekt prowadzony jest we współpracy z Polskim Bankiem Komórek Macierzystych i realizowany w Life Institute. Aktualnie w badaniu uczestniczą pacjenci z rozpoznaną artorzą w stawie kolanowym, biodrowym i ramiennym oraz pacjenci cierpiący z powodu dyskopatii.
Jest autorem odkrycia anatomicznego dotyczącego jednej z kluczowych struktur w kolanie, czyli więzadła krzyżowego przedniego (WKP). Jego publikacja o płaskiej budowie więzadła krzyżowego przedniego wywołała prawdziwą rewolucję w świecie ortopedycznym.
Metoda rekonstrukcji więzadła krzyżowego przedniego oparta na jego odkryciu (ribbon technique) zyskuje uznanie na całym świecie. W 2017 w Chinach odbyła się I Międzynarodowa Konferencja, w całości poświęcona tejże metodzie leczenia. Również na bazie jego odkrycia wiele firm rozpoczęło prace nad skonstruowaniem narzędzi na podstawie opisanej przez niego struktury więzadła krzyżowego przedniego. On sam wraz z zespołem światowych ekspertów w dziedzinie chirurgii kolana od kilku lat współpracuje ze szwajcarską firmą produkującą narzędzia chirurgiczne. Owocem tych wysiłków jest stworzenie specjalnego instrumentarium, które pozwala najwierniej odtworzyć uszkodzone więzadło krzyżowe przednie kolana, co stwarza warunki pozwalające na pełny, szybki powrót do sprawności.

## Działalność
- 1987–1992 – Lekarz zespołu Polskiego Związku Kickboxingu[12]
- 1992–1995 – Lekarz reprezentacji Polskiego Związku Triatlonu
- 1994–2005 – Lekarz ortopeda na oddziale Chirurgii ortopedycznej Szpitala Bródnowskiego
- 1993–1994 – Stypendysta Międzynarodowego Komitetu Olimpijskiego – Rennbahn-Klinik w Bazylei, Szwajcaria[13]
- 1994–1998 – Centralny Ośrodek Medycyny Sportowej w Warszawie
- 1996 – Szef Komisji Lekarskiej oraz lekarz Polskiego Związku Piłki Nożnej
- 1998–2016 – Ordynator Oddziału Ortopedii i Medycyny Sportowej w Carolina Medical Center w Warszawie[14]
- 2003–2006 – Ordynator Oddziału Artroskopii i Chirurgii Kolana Dziecięcego w Szpitalu Chirurgii Dziecięcej w Warszawie („Na Kopernika”)
- 2004 – 2008 Przewodniczący Komisji Lekarskie Polskiego Związku Pływackiego
- 2004 – Członek Misji Medycznej na Letnich Igrzyskach Olimpijskich w Atenach[1]
- 2005–2008 – Przewodniczący Komisji Medycznej Polskiego Związku Piłki Nożnej[15]
- 2006 – Szef Misji Medycznej podczas Zimowych Igrzysk Olimpijskich w Turynie
- 2008 – Członek Misji Medycznej podczas Letnich Igrzysk Olimpijskich w Pekinie
- 2011 – 2016 – Szef zespołu medycznego zajmującego się tancerzami Teatru Wielkiego, Opery i Baletu Narodowego
- 2016 – Członek Misji Medycznej podczas Letnich Igrzysk Olimpijskich w Rio de Janeiro[16]
- 2017 – Założyciel Fundacji „Ars Medicinalis” (dawniej Międzynarodowy Instytut Badań Ortopedycznych „MIBO”)
- 2017 – 2020 Szef Ortopedii, Traumatologii i Medycyny Sportowej w Instytucie Ortopedii i Rehabilitacji „Mirai”[17]

## Członkostwo i funkcje w stowarzyszeniach
- Członek ACL Study Group (ACL SG)
- Członek American Academy of Orthopedic Surgeons (AAOS)
- Członek International Society of Arthroscopy, Knee Surgery and Orthopaedic Sports Medicine (ISAKOS) oraz członek komitetu edukacyjnego
- Członek European Society of Sport Traumatology, Knee Surgery and Arthroscopy (ESSKA)
- II wiceprezes (do 2016) European Federation of National Associations of Orthopaedic Sports Traumatology (EFOST)
- Członek Deutschsprachige Arbeitsgemeinschaft für Arthroskopie (AGA)
- Członek Gesellschaft für Orthopädisch-Traumatologische Sportmedizin (GOTS)
- Członek Ukrainian Association of Sport Trauma, Knee Surgery and Arthroscopy (UASTKA)
- Członek Russian Arthroscopic Society (RAO)
- Członek Polskiego Towarzystwa Ortopedii i Traumatologii (PTOiTr)
- Członek Polskiego Towarzystwa Artroskopowego (PTArt)
- Członek Polskiego Towarzystwa Medycyny Sportowej (PTMS)
- Członek Polskiego Towarzystwa Chirurgii Artroskopowej (PCTChA)

## Wybrane publikacje
- Ciszek B, Śmigielski R. Wewnętrzna struktura ścięgna piętowego (Achillesa). Acta Clinica. 2003; 3 210–215.
- Engelhardt M, Śmigielski R. Muskulatur. In: Engelhardt M, ed. Sportverletzungen. 2006: 323–335.
- Śmigielski R. Management of partial tears of the gastro-soleus complex. Clin Sports Med. 2008; 27 (1): 219–229, x.
- Szaro P, Witkowski G, Śmigielski R, Krajewski P, Ciszek B. Fascicles of the adult human Achilles tendon – An anatomical study. Annals of Anatomy – Anatomischer Anzeiger. 2009;191 (6): 586–593.
- Śmigielski R, Zdanowicz U. Epidemiology and Common Reasons of Groin Pain in Sport. Sports Injuriess. 2011: 271–274.
- Szopinski KT, Smigielski R. Safety of sonographically guided aspiration of intramuscular, bursal, articular and subcutaneous hematomas. European Journal of Radiology. 2012; 81 (7): 1581–1583.
- Christian Fink TJ, Rainer Siebold, Robert Śmigielski, and Kazunori Yasuda. ICL: Anatomy of the ACL and Reconstruction. In: SZ, Becker R, GMMJK, JEM, Dijk CNV, eds. ESSKA Instructional Course Lecture Book Amsterdam 2014. Springer; 2014: 73–78.
- Stępień K, Śmigielski R. 28-year-old woman training fencing with isolated rupture of radial collateral ligament of the metacarpophalangeal joint of the index finger. Sports Orthopaedics and Traumatology Sport-Orthopädie – Sport-Traumatologie. 2015; 31 (3): 228–232.
- Śmigielski R, Zdanowicz U. A new approach to ACL anatomy: The Ribbn=on Concept. ASPETAR Sports Medicine Journal. 2015
- Siebold R, Schuhmacher P, Fernandez F, Śmigielski R, Fink C, Brehmer A, Kirsch J. Flat midsubstance of the anterior cruciate ligament with tibial “C”-shaped insertion site. Knee Surg Sports Traumatol Arthrosc. 2015;23 (11): 3136–3142.
- Śmigielski, R., Becker, R., Zdanowicz, U., Ciszek B. Medial meniscus anatomy–from basic science to treatment. Knee Surgery, Sports Traumatology, Arthroscopy. 2015; 23 (1): 8–14.
- Śmigielski R, Zdanowicz, U., Drwięga, M., Ciszek, B., Ciszkowska-Łysoń, B., Siebold, R. Ribbon like appearance of the midsubstance fibres of the anterior cruciate ligament close to its femoral insertion site: a cadaveric study including 111 knees. Knee Surg Sports Traumatol Arthrosc. 2015;23 (11): 3143–3150.
- Szczepaniak J, Ciszkowska-Łysoń B, Śmigielski R, Zdanowicz U. Value of ultrasonography in assessment of recent injury of anterior talofibular ligament in children. J Ultrason. 2015; 15 (62): 259–266.
- Śmigielski R. Zdanowicz, U. Achilles Tendon Pathology. Arthroscopy: Basic to Advanced. 2016: 1115–1124.
- Siennicka K, Zolocinska A, Stepien K, Lubina-Dabrowska N, Maciagowska M, Zolocinska E, Slysz A, Piusinska-Macoch R, Mazur S, Zdanowicz U, Smigielski R, Stepien A, Pojda Z. Adipose-Derived Cells (Stromal Vascular Fraction) Transplanted for Orthopedical or Neurological Purposes: Are They Safe Enough. Stem Cells Int. 2016;2016 5762916.
- Zdanowicz U, Śmigielski, R., Espejo-Reina, A., Espejo-Baena, A., & Madry, H. Anatomy and Vascularisation. Surgery of the Meniscus. 2016: 15–21.
- Siebold R, Schuhmacher P, Fernandez F, Śmigielski R, Fink C, Brehmer A, Kirsch J. Erratum to: Flat midsubstance of the anterior cruciate ligament with tibial “C”-shaped insertion site. Knee Surg Sports Traumatol Arthrosc. 2016;24 (9):3046.
- Śmigielski R, Zdanowicz U, Drwięga M, Ciszek B, Williams A. The anatomy of the anterior cruciate ligament and its relevance to the technique of reconstruction. Bone Joint J. 2016; 98-B (8): 1020–1026.
- Śmigielski R. Zdanowicz, U. Anatomy of ACL Insertion: Ribbon. Contreversies in the Technical Aspects of ACL Reconstruction: An Evidence-Based Medicine Approach. Springer; 2017
- Slynarski K, Walawski J, Smigielski R, van der Merwe W. Feasibility of the Atlas Unicompartmental Knee System Load Absorber in Improving Pain Relief and Function in Patients Needing Unloading of the Medial Compartment of the Knee: 1-Year Follow-Up of a Prospective, Multicenter, Single-Arm Pilot Study (PHANTOM High Flex Trial). Clin Med Insights Arthritis Musculoskelet Disord. 2017;10 1179544117733446.
- Zdanowicz, U., Śmigielski, R. Meniscus Anatomy. The Menisci. Springer; 2017: 1–8.
- Ge Y, Chen S, Kato T, Zdanowicz U, Smigielski R. A polygon-shaped complex appearance of medial patellofemoral ligament with dynamic functional insertion based on an outside-in and inside-out dissection technique. Knee Surg Sports Traumatol Arthrosc. 2018
- Robinson J, Śmigielski R, Brown Jr. C. Clinically Relevant Anatomy of the Medial Side and Posteromedial Corner of the Knee. In: LaPrade R, Chahla J, eds. The Medial Collateral Ligament and the Posteromedial Corner. New York: Nova Science Publishers, Inc.; 2018: 1–44.
- Kato T, Śmigielski R, Ge Y, Zdanowicz U, Ciszek B, Ochi M. Posterior cruciate ligament is twisted and flat structure: new prospective on anatomical morphology. Knee Surg Sports Traumatol Arthrosc. 2018; 26 (1): 31–39.
- Getgood A, Brown C, Lording T, Amis A, Claes S, Geeslin A, Musahl V, ALC CG. The anterolateral complex of the knee: results from the International ALC Consensus Group Meeting. Knee Surg Sports Traumatol Arthrosc. 2018
- Landreau P, Catteeuw A, Hamie F, Saithna A, Sonnery-Cottet B, Smigielski R. Anatomic Study and Reanalysis of the Nomenclature of the Anterolateral Complex of the Knee Focusing on the Distal Iliotibial Band: Identification and Description of the Condylar Strap. Orthop J Sports Med. 2019;7 (1):2325967118818064.
- Stępień K, Śmigielski R, Mouton C, Ciszek B, Engelhardt M, Seil R. Anatomy of proximal attachment, course, and innervation of hamstring muscles: a pictorial essay. Knee Surg Sports Traumatol Arthrosc. 2019; 27 (3): 673–684.

## Życie prywatne
Był związany z aktorką Weroniką Rosati. Mają córkę Elizabeth Valentinę (ur. 11 grudnia 2017). Para rozstała się w 2018 roku.